# Chaahat – Momente voller Liebe und Schmerz
Chaahat – Momente voller Liebe und Schmerz (Hindi: चाहत cāhat; dt.: Sehnsucht) ist ein Hindi-Film von Mahesh Bhatt aus dem Jahr 1996.

## Handlung
Shambu Rathore und sein Sohn Roop (Shah Rukh Khan) sind rajasthanische Folksänger und verdienen ihren Lebensunterhalt als Entertainer in Fünf-Sterne-Hotels in Jaipur.
Die Tragödie beginnt, als Shambus ständiger Husten als Kehlkopfkrebs diagnostiziert wird. Roop entscheidet, dass sie nach Bombay ziehen müssen, um den Vater medizinisch besser versorgen zu können. In der großen Stadt ist Roop glücklich. Er lernt den Hotelier Ajay Narang kennen, der ihm einen Job als Sänger anbietet. Auf der Straße rettet ihn eine mysteriöse Frau, vor einem zu schnell fahrenden Auto. Sie stellt sich als Zindagi (bedeutet Leben) vor und verschwindet kurz darauf wieder. Roop ist von ihr fasziniert und verliebt sich in sie, doch sein Vater hat bereits eine Heirat für Roop arrangiert. Er ist darüber todunglücklich. Die Auserwählte ist jedoch Pooja, es ist die Frau die Roop rettete. Alles ist perfekt, doch die Probleme beginnen als Roop Geld braucht, um die Operation seines Vaters zu bezahlen.
Ajays arrogante Schwester Reshma verliebt sich in Roop. Um ihr ihren größten Wunsch zu erfüllen, Roop für sich zu haben, will Narang Roop komplett verpflichten. Da Roop das Geld braucht, sagt er die Hochzeit ab und tritt in Reshmas Dienste. Diese versucht nun Roop mit allen Mitteln zu verführen. Reshmas Besessenheit von Roop spitzt sich immer weiter zu. Am Ende muss Roop sich standhaft gegen Reshmas und Ajays Anspruchsdenken durchsetzen und sich von ihnen befreien.

## Kritik
„Von einer romantischen Komödie zum Melodram mit Actionelementen wechselnder Film, dessen Inszenierung eher für unfreiwillige Komik als für Spannung sorgt.“